# Главен военен прокурор на Бразилия
Главният военен прокурор (Procurador-Geral de Justiça Militar) е едноличен орган, който ръководи Военната прокуратура на Бразилия — един от съставните дялове на Прокуратурата на Съюза, която включва още Федералната прокуратура, Прокуратурата на Федералния окръг и териториите на Бразилия и Трудовата прокуратура. Заедно, Прокуратурата на Съюза и прокуратурите на отделните щати формират единната Прокуратура на Бразилия.
Главният военен прокурор се назначава от главния прокурор на Бразилия за срок от две години измежду листа с трима кандидати, изготвена от Колегията на военните прокурори.
Според изискванията на Допълнителен закон nº 75 от 20 май 1993 кандидатите за
главен военен прокурор трябва да са на възраст над 35 години и да имат най-малко пет години стаж в системата на прокуратурата. Законът предвижда при невъзможност да се предложат кандидати с петгодишен стаж, то тогава да се предложат кандидати за главен военен прокурор с минимум две години стаж в системата на Военната прокуратура.
Главният прокурор може да бъде преназначен за втори двугодишен мандат, при условие че бъде спазена основната процедура, предвидена от закона, т.е. ако името му попадне още веднъж в списъка с кандидати, предложен на главния прокурор на Бразилия.
Мандатът на главния военен прокурор може да бъде прекратен преждевременно от главния прокурор на Бразилия след предложение на Висшия съвет, взето след тайно гласуване с одобрението на две трети от състава на Висшия съвет.